# Hengshitang
Hengshitang är en köping i sydöstra Kina. Den ligger i Yingde i staden Qingyuan i provinsen Guangdong, omkring 140 kilometer norr om provinshuvudstaden Guangzhou. Antalet invånare är 22 623. Befolkningen består av 10 980 kvinnor och 11 643 män. Barn under 15 år utgör 20,0 %, vuxna 15-64 år 66 %, och äldre över 65 år 12,0 %.